# Campanula telmessi
Campanula telmessi är en klockväxtart som beskrevs av Hub.-mor. och Demetrius Phitos. Campanula telmessi ingår i släktet blåklockor, och familjen klockväxter. Inga underarter finns listade i Catalogue of Life.